# Saint-Bonnet-en-Bresse
Saint-Bonnet-en-Bresse là một xã ở tỉnh Saône-et-Loire, vùng Bourgogne-Franche-Comté, Pháp.
Theo điều tra dân số năm 1999, xã có dân số 418 người.